# Pevnost Kladovo (Fetislam)

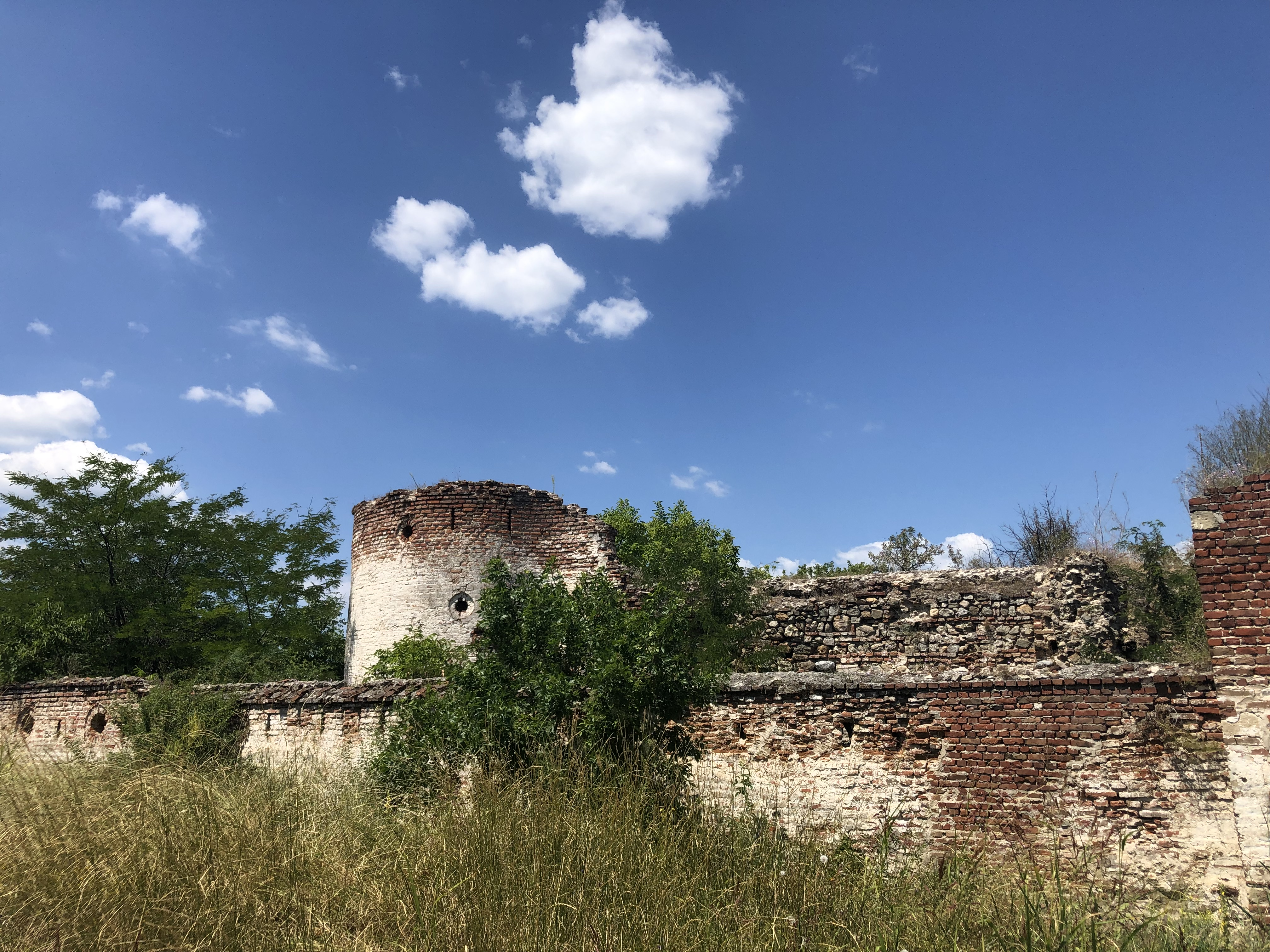
Pevnost Fetislam

Pevnost Kladovo (srbsky Кладовски Град/Kladovski Grad), též Fetislam, je pevnost v Srbsku, která se nachází na břehu Dunaje, několik kilometrů proti proudu od dnešního Kladova, u hranice s Rumunskem. Tvoří ji několik částí. Pevnost Mali Grad byla postavena v roce 1524 jako výchozí bod pro osmanské dobytí sousedních uherských měst Severin a dalších měst Sedmihradska. Pevnost tedy obecně sloužila jako odrazový můstek pro invazi do tohoto regionu.

## Historie opevnění
Dnešní město Kladovo vzniklo na místě bývalého prehistorického osídlení a starověkého města Zanes. Na místě starověkého Zanu bylo v období raného středověku založeno Nové město, které bylo v roce 1502 poničeno Maďary. V roce 1524, po zničení Turn-Severin, však bylo Nové město znovu vybudováno na příkaz sultána Sulejmana velkolepého. Aby mohl vést válku s Maďarskem, postavil velitel turecké armády Bali-bey mnohem silnější pevnost a dal jí jméno Fethi Islam (Fetislam). Opevnění se skládá ze dvou jednotek z různých epoch: malého a velkého města. Malé město postavili Turci v roce 1524 jako významnou strategickou pevnost pro dobytí města Severin a sedmihradských obcí.
Během rakousko-tureckých válek, mezi lety 1717 a 1737, Kladovo a další města na Dunaji a Sávě získaly znovu na významu, a proto bylo kolem stávající malé pevnosti postaveno Velké město se šesti bastiony. Kolem roku 1818 byly hradby Velkého města navíc posíleny a pevnost zůstala v rukou Osmanů až do roku 1867, kdy šest měst bylo předáno knížeti Mihailovi (1839–1842 a 1860–1868). Ačkoli byl dobře opevněný, padl Fetislam v roce 1591 pod náporem hajduků, vyslaných vlašským vévodou Mihajlem. Jelikož bylo město zničeno a vypleněno, zůstalo opuštěné, i křesťané se s obavami z turecké invaze stáhli. Turci však pevnost udržovali a na pravé straně pevnosti bylo postaveno nové město. Nové město se uvádí pod současným názvem Kladovo už během rakousko-turecké války v letech 1688–1690. Nová dělostřelecká tvrz s bastiony byla postavena v několika etapách během let 1717–1739.
Došlo k několika neúspěšným pokusům o dobytí Kladova, ale až na konci roku 1810, po pádu Negotina, Turci bez boje předali Kladovo srbské armádě. Avšak již v roce 1813, opět bez boje, se Turci pevnosti opět zmocnili a začali ji přestavovat. V první polovině 19. století byla pevnost klíčovým prvkem pro zachování turecké nadvlády v Srbsku. Boj za osvobození Kladova vedený knížetem Milošem poté, co v roce 1824 stabilizoval situaci v Srbsku, trval celé desetiletí a v roce 1833 bylo dosaženo samotného osvobození pevnosti. Ačkoli město bylo osvobozeno, Fetislam, který Srbové tehdy nazývali Svetislav, byl osvobozen teprve v roce 1867, kdy byla všechna opevnění předána pod správu Srbům.

## Architektura pevnosti
V souladu s dobou, ve které byla vybudována, disponuje tato pevnost typickými vlastnostmi raného dělostřeleckého opevnění. Má obdélníkový tvar a skládá se z horní a pobřežní části. V rozích se nacházejí kruhové věže, které mají přízemí a dvě patra a jsou zakončeny kónickými dřevěnými střechami. Věže spojují hradby, které byly na vrchu zakončeny pěší cestou ohraničenou cimbuřím. Nejstarší popis pevnosti pochází z roku 1666, autorem je turecký cestovatel spisovatel Evliya Čelebi. Pevnost se nachází na kopci na břehu Dunaje a je opatřena dvanácti pevnými a vysokými věžemi. Disponuje také dvojitými zdmi, příkopem a jednou demirovou bránou orientovanou na jihovýchod. Ve věži nad branou se nachází Sulejman-khanova mešita s cihlovým minaretem a domem dizdara. Před městskou branou se nalézá musala a mejtaš a na jihovýchodní straně se rozprostírá město. Kromě toho pevnost dokončila osmanskou opevněnou linii na té části břehu Dunaje, která také zahrnovala Smederevo, Kulic, Ram a Golubac.
Starší malé opevnění bylo během rakousko-uherské vlády obehnáno novým systémem hradeb, který byl umístěn ve středu nové bastionové dělostřelecké pevnosti Fetislam. Velké opevnění, jak se mu obvykle říká, má nepravidelnou polygonální základnu se šesti bastiony spojenými závěsy. Nové opevnění bylo ve spodní části postaveno z řádně vyřezávaných kamenných bloků a v horní části z částečně opracovaného drceného kamene. Celkem čítá tři brány - Varoška, Orospi a Dunajská, před kterými se nacházel vodní příkop. V období od roku 1717 do roku 1739 byly postaveny bastiony spojené hradbami a ohraničené palisádami.

## Archeologický výzkum

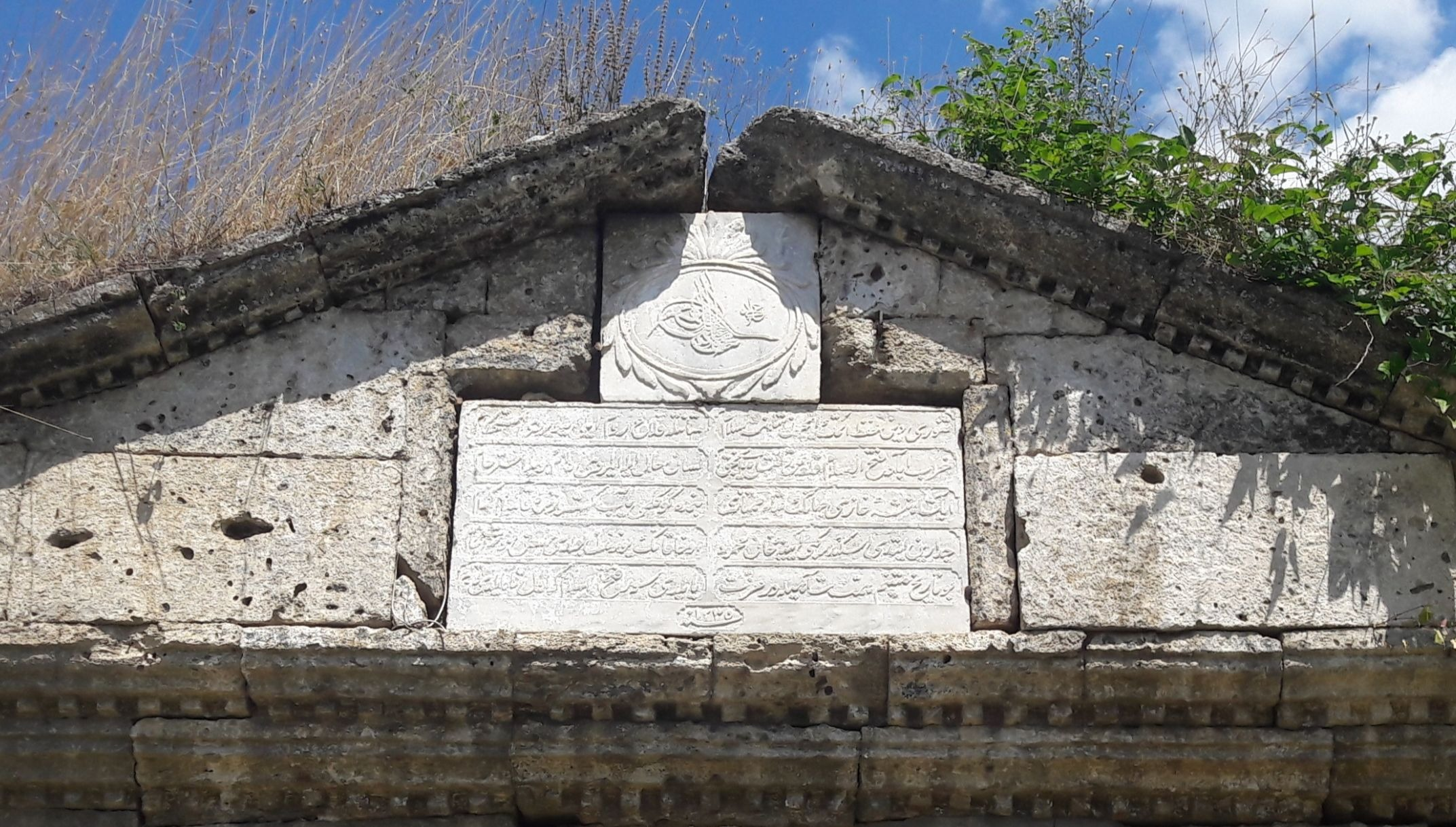
Nápis nad hlavní bránou pevnosti

Pevnost byla archeologicky prozkoumána během stavby vodní elektrárny Djerdap II, v této době se taktéž prováděly rozsáhlé konzervační práce. Konzervační práce na Fetislamu nebyly v 80. letech dokončeny, vodní elektrárna ale tehdy financovala ochranu a rekonstrukci amfiteátru pro velké kulturní akce. Pevnost je zvláště ohrožena na straně přilehlé k Dunaji, kde jsou dělové věže vystaveny vlivu změn úrovně hladiny řeky. Pevnost Fetislam se nachází hned vedle hlavní silnice, od které k ní vede zvláštní přístup, pár set metrů od centra Kladova. Promenáda podél břehu Dunaje navazuje na asfaltovou pěší stezku a uvnitř pevnosti je dlážděná cesta, která byla v některých místech rekonstruována. Archeologický výzkum komplexu a práce na jeho zachování byly prováděny v období od roku 1973 do roku 1977 a mezi lety 1981 a 1984. Po dostavbě HPP Djerdap II a vytvoření umělého jezera byla pobřežní část pevnosti zatopena. Opevnění v Šabci zažilo podobný vývoj.
Dnes je kladovská pevnost pod ochranou Republiky Srbsko jako kulturní památka velkého významu.